# Boris Karloff
William Henry Pratt (Londres, 23 de noviembre de 1887-Midhurst, Inglaterra, 2 de febrero de 1969), conocido como Boris Karloff, fue un actor británico famoso por sus papeles en películas de terror, de los que el más famoso es el del monstruo de Frankenstein.

## Vida y carrera
Hijo de Edward John Pratt Jr. y su tercera mujer Eliza Sarah Millard, nació en Camberwell (Londres), y creció en Enfield.
Huérfano en su juventud, asistió a clases en Enfield Grammar School antes de trasladarse a la Uppingham School, la Merchant Taylors' School, y finalmente a la Universidad de Londres. La primera meta de Karloff era unirse al servicio diplomático; su hermano John Henry Pratt llegó a convertirse en un famoso y distinguido diplomático. En 1909, Pratt viajó a Canadá, cambiando su nombre. Por razones de salud, no combatió en la Primera Guerra Mundial.

Una vez llegado a Hollywood, California, Karloff participó en numerosas películas mudas, antes de aparecer como el monstruo de Frankenstein en Frankenstein (1931), la película que le convirtió en estrella y que rodó gracias a que Béla Lugosi rechazó el papel. Un año después interpretó a otro personaje icónico, Imhotep, en La momia.

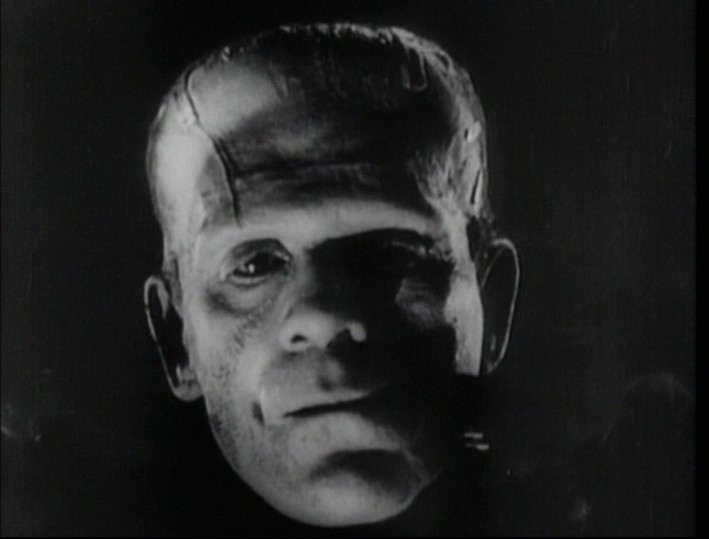
Caracterizado como el Monstruo, en el tráiler de La novia de Frankenstein (1935).

Su altura y el éxito de Frankenstein, le encasillaron en el género de terror (donde realizó numerosas películas para la Universal Pictures), aunque participó en otros géneros como en La patrulla perdida de John Ford en 1934. Karloff interpretó al monstruo de Frankenstein dos veces más; La novia de Frankenstein (1935) y Son of Frankenstein (1939), con Lugosi como el loco Igor. Precisamente con Lugosi coincidió en otros dos importantes títulos El gato negro (1934) y El cuervo (1935). Son conocidas las largas sesiones de maquillaje con colodión y algodón a las que tuvo que someterse bajo la dirección del maquillador Jack Pierce, y el incómodo traje y los zapatos de plataforma que le produjeron lesiones en la espalda que arrastraría durante el resto de su vida.
En cuanto a su carrera teatral, sobre los escenarios de Broadway estrenó en 1941 la obra Arsenic and Old Lace en la que interpretaba a un gánster homicida, que en el desarrollo de la función era con frecuencia confundido con el propio Karloff. Repitió el personaje en la versión para televisión de 1962. También intervino en The Linden Tree, de J. B. Priestley, Peter Pan, en el personaje del Capitán Garfio y en La alondra (1955), de Jean Anouilh, por la que fue nominado al Premio Tony.
A pesar de los papeles que le hicieron famoso, Karloff fue conocido en su vida real como un caballero generoso, sobre todo con la infancia. Se cuenta que durante el rodaje del primer "Frankenstein" el equipo temía que la pequeña actriz Marilyn Harris huyera aterrorizada al ver a Boris, pero no fue así porque congeniaron nada más verse. En sus últimos años actuó varias veces en la televisión (pudiendo mencionarse su aparición en la serie La chica de CIPOL en 1966, en que encarnó el papel de una mujer, "Mamá Muffin", en el episodio "The Mother Muffin Affair") y nunca abandonó el teatro.
Karloff nunca tuvo a mal quedar encasillado como actor de películas de terror, al contrario, consideró que era una magnífica oportunidad para demostrar sus dotes y siempre estuvo agradecido por ello. Durante sus últimos años filmó una serie de películas de poca repercusión, siendo tres de ellas emitidas después de su muerte (El coleccionista de cadáveres en 1970; Invasión siniestra y La muerte viviente en 1971). Boris Karloff murió de neumonía en el King Edward VII Hospital, Midhurst, a la edad de ochenta y un años, siendo posteriormente incinerado.
Por su contribución, Boris Karloff fue galardonado con dos estrellas en el legendario Paseo de la Fama, en el 1737 de Vine Street (por sus películas) y en el 6664 de Hollywood Boulevard (por televisión). Se le considera como uno de los grandes actores clásicos del cine de terror, junto a Béla Lugosi (como Drácula) y Lon Chaney Jr. (como hombre lobo).

## Filmografía más conocida
- El demonio del mar / El vampiro del mar (The Sea Bat, 1930) de Wesley Ruggles
- El código penal (The Criminal Code, 1930) de Howard Hawks
- Dinero fácil (Smart Money, 1931) de Alfred E. Green
- Sed de escándalo (Five Star Final, 1931) de Mervyn LeRoy
- El doctor Frankenstein / Frankenstein, el autor del monstruo (Frankenstein, 1931) de James Whale
- Esta noche o nunca (Tonight or Never, 1931) de Mervin LeRoy
- Caracortada / Scarface: Cara cortada / Scarface, el terror del hampa (Scarface, 1932) de Howard Hawks
- El caserón de las sombras (The Old Dark House, 1932) de James Whale
- La máscara de Fu-Manchú (The Mask of Fu Manchu, 1932) de Charles Brabin
- La momia (The Mummy, 1932) de Karl Freund
- El resucitado (The Ghoul, 1933) de T. Hayes Hunter
- La patrulla perdida (The Lost Patrol, 1934) de John Ford
- La casa de los Rothschild (The House of Rothschild, 1934) de Alfred L. Werker
- El gato negro / Satanás (The Black Cat, 1934) de Edgar G. Ulmer
- La novia de Frankenstein (Bride of Frankenstein, 1935) de James Whale
- El cuervo (The Raven, 1935) de Lew Landers
- Horror en el cuarto negro (The Black Room, 1935) de Roy William Neill
- El poder invisible (The Invisible Ray, 1936) de Michael Curtiz
- Los muertos andan (The Walking Dead, 1936) de Michael Curtiz
- El hombre que trocó su mente (The Man Who Changed His Mind, 1936) de Robert Stevenson
- Charlie Chan en la ópera (Charlie Chan at the Opera, 1936) de H. Bruce Humberstone
- El hijo de Frankenstein / La sombra de Frankenstein (Son of Frankenstein, 1939) de Rowland V. Lee
- Viernes 13 (Black Friday, 1940) de Arthur Lubin
- El castillo de los misterios (You'll Find Out, 1940) de David Butler
- La guarida de Frankenstein / La zíngara y los monstruos (House of Frankenstein, 1944) de Erle C. Kenton
- El ladrón de cuerpos / El profanador de tumbas (The Body Snatcher, 1945) de Robert Wise
- Los inconquistables (Unconquered, 1947) de Cecil B. DeMille
- El terror (The Terror, 1963) de Roger Corman
- El monstruo del terror (Die, Monster, Die, 1965) de Daniel Haller
- El héroe anda suelto (Targets, 1968) de Peter Bogdanovich
- La cámara del terror (Fear Chamber, 1968) de Jack Hill y Juan Ibáñez
- El baile de la muerte / Serenata macabra (House of Evil, 1968) de Jack Hill y Juan Ibáñez
- La muerte viviente / Isla de los muertos (1971) de Jack Hill
- Invasión siniestra (The Incredible Invasion, 1971) de Jack Hill y Juan Ibáñez

Con Béla Lugosi hizo pareja en diversos filmes en este decenio: 
- El gato negro / Satanás (The Black Cat, 1934)
- El cuervo (The Raven, 1935)
- El poder invisible (The Invisible Ray, 1936)
- El hijo de Frankenstein / La sombra de Frankenstein (Son of Frankenstein, 1939)
- Viernes 13 (Black Friday, 1940)
- El castillo de los misterios (You'll Find Out, 1940)
- El ladrón de cuerpos / El profanador de tumbas (The Body Snatcher, 1945)